# Fronte Nazionalista Patria e Libertà
Il Fronte Nazionalista Patria e Libertà (in spagnolo: Frente Nacionalista Patria y Libertad), popolarmente noto come Patria y Libertad, è stato un movimento politico di estrema destra, dotato di un'ala paramilitare, attivo in Cile tra il 1971 e il 1973.
Finanziata dalla Central Intelligence Agency, inizialmente direttamente e in seguito per vie indirette, l'organizzazione fu una delle principali forze di opposizione extraparlamentare e armata al governo Allende, nonché una delle protagoniste dell'epoca cilena degli opposti estremismi, essendo la principale avversaria del Movimento di Sinistra Rivoluzionaria e delle altre sigle del marxismo-leninismo andino.
I suoi membri si resero responsabili di attentati, omicidi politici, disordini urbani, parteciparono al primo tentativo di golpe contro Allende, il Tanquetazo del 29 giugno 1973, e poco più di due mesi dopo appoggiarono il colpo di Stato di Augusto Pinochet, confluendo successivamente negli apparati della giunta militare per prendere parte alla sorveglianza di massa e alla repressione dell'opposizione nel contesto dell'operazione Condor.

## Storia

### Fondazione
L'organizzazione fu fondata il 1º aprile 1971 dall'avvocato Pablo Rodríguez Grez, sebbene esistesse in forma embrionale già dalla fine del 1970, con l'obiettivo di dare un corpo e una voce a quella destra, estrema e sciovinista, che alle presidenziali dell'anno precedente, vinte dall'Unidad Popular, non era riuscita a eleggere rappresentanti nel Congresso.
L'anticomunismo viscerale, l'integralismo cattolico, il militarismo e la propensione allo squadrismo dell'organizzazione attirarono l'attenzione della CIA, che all'epoca era alla ricerca di quinte colonne nel contesto del progetto FUBELT, dando luogo a delle trattative culminate nella formazione di un'alleanza anti-allendista. Nei due anni successivi, secondo quanto ricostruito dalla Commissione Church, la CIA finanziò Patria y Libertad inizialmente per vie dirette, ovvero con assegni destinati alla dirigenza, e successivamente attraverso terzi, come prestanome, affaristi e politici, per occultare la provenienza del denaro in caso di indagini da parte della giustizia cilena.

### La guerra al governo
Patria y Libertad partecipò attivamente alla grande contestazione contro Allende, contribuendo in maniera determinante a esacerbare le tensioni sociali e a creare quello che Henry Kissinger aveva definito il «clima da colpo di stato». Decine di membri dell'organizzazione furono inviati dalla dirigenza nei campi di addestramento allestiti dalla CIA nel cono sud e nel Mesoamerica per prendere parte a corsi di formazione sulla guerra urbana, irregolare e asimmetrica. 
La professionalizzazione alla quale fu sottoposto il movimento ebbe l'effetto di trasformarlo qualitativamente, rendendolo una forza paramilitare capace di condurre attentati e sabotaggi alle infrastrutture strategiche, in particolare alle vie di comunicazione e alla rete elettrica, di far degenerare le manifestazioni antigovernative in episodi di guerra urbana e di compiere omicidi a sfondo politico anche di alto livello. Nel corso del biennio di guerra al governo, Patria y Libertad fu tra le principali responsabili dei disordini e dei sabotaggi avvenuti durante lo sciopero dei camionisti, l'autrice dell'assassinio del generale Arturo Araya e una compartecipante al primo tentativo di golpe contro Allende, il Tanquetazo. 

### Il golpe e lo scioglimento
La campagna di violenza organizzata di Patria y Libertad, secondo la storiografia, avrebbe accelerato l'arrivo del golpe militare dell'11 settembre 1973, convincendo gli indecisi nelle quattro branche delle forze armate che una guerra civile fosse incombente e che Cuba e Unione Sovietica sarebbero intervenute in aiuto di Allende. 
Patria y Libertad si sciolse all'indomani del rovesciamento. I suoi membri confluirono negli apparati della giunta militare, rivestendo principalmente ruoli di coordinamento e supervisione nella guerra sporca della DINA contro la società civile e la galassia dell'opposizione armata passata alla clandestinità.